# 26 ذو الحجة
- السبت
- الأحد
- الاثنين
- الثلاثاء
- الأربعاء
- الخميس
- الجمعة

- 2916 مايو 2026
- 3017 مايو 2026
- 118 مايو 2026
- 219 مايو 2026
- 320 مايو 2026
- 421 مايو 2026
- 522 مايو 2026
- 623 مايو 2026
- 724 مايو 2026
- 825 مايو 2026
- 926 مايو 2026
- 1027 مايو 2026
- 1128 مايو 2026
- 1229 مايو 2026
- 1330 مايو 2026
- 1431 مايو 2026
- 151 يونيو 2026
- 162 يونيو 2026
- 173 يونيو 2026
- 184 يونيو 2026
- 195 يونيو 2026
- 206 يونيو 2026
- 217 يونيو 2026
- 228 يونيو 2026
- 239 يونيو 2026
- 2410 يونيو 2026
- 2511 يونيو 2026
- 2612 يونيو 2026
- 2713 يونيو 2026
- 2814 يونيو 2026
- 2915 يونيو 2026
- 116 يونيو 2026
- 217 يونيو 2026
- 318 يونيو 2026
- 419 يونيو 2026

26 ذو الحجَّة أو 26 ذو الحجَّة الحرام أو يوم 26 \ 12 (اليوم السادس والعُشرون من الشهر الثاني عشر) هو اليوم الحادي والخمسون بعد الثلاثمائة (351) من أيَّام السنة (أو الثاني والخمسون بعد الثلاثمائة لو كان شهر رمضان مُتممًا لليوم الثلاثين أو الثالث والخمسون بعد الثلاثمائة لو أتم كلاً من صفر وربيع الآخر وجمادى الآخرة وشعبان ورمضان ثلاثين يوماً) وفق التقويم الهجري القمري (العربي). يبقى بعده 3 أو 4 أيَّام لانتهاء السنة.

## أحداث
- 197 هـ - أبو العباس عبد الله المأمون ابن هارون الرشيد يتولى الخلافة في الدولة العباسية بعد مقتل أخيه أبو عبد الله محمد الأمين.
- 569 هـ - هجوم الأسطول الصقلي على مدينة الإسكندرية ونجاحه في حصارها، لكن هذا الحصار فشل بفضل المقاومة التي أبداها المدافعون عن المدينة، ووصول صلاح الدين الأيوبي على رأس قوة للدفاع عن الإسكندرية، ولم يدم الحصار طويلاً؛ فقد نجح المسلمون في إلحاق هزيمة كبيرة بالأسطول الصقلي، وإجباره على الهرب.
- 1104 هـ - العثمانيون في جزيرة كريت ينجحون في الدفاع عن قلعة خانيا لمدة 41 يومًا؛ ما أجبر أساطيل البندقية ومالطا وفلورانسا على الانسحاب بعد خسارتها 4 آلاف جندي.
- 1247 هـ - نجاح إبراهيم باشا ابن محمد علي في فتح عكا بعد حصار دام ستة أشهر، وكان لسقوطها دوي هائل لفت الأنظار إلى عبقرية إبراهيم باشا وأركان حربه سليمان باشا الفرنساوي.
- 1270 هـ - الجيش الروسي يتعرض لهزيمة كبيرة في معركة ألما من قوات فرنسا وإنجلترا والدولة العثمانية، وخسر الروس في هذه المعركة 7 آلاف قتيل.
- 1371 هـ -
  - اختيار محمد الخضر حسين شيخًا للجامع الأزهر.
  - الأمم المتحدة توافق على ضم إرتريا إلى إثيوبيا بعد انتهاء الإدارة البريطانية لها.
- 1379 هـ - الإعلان عن استقلال مالي والسنغال.
- 1427 هـ - تنفيذ حكم الإعدام في عواد البندر وبرزان التكريتي وذلك بعد إدانتهم بجرائم حرب.
- 1429 هـ - قائد الانقلابين في غينيا النقيب موسى داديس كامارا يعلن توليه الرئاسة.
- 1431 هـ - الاتحاد الدولي لكرة القدم (فيفا) يعلن عن فوز قطر بتنظيم بطولة كأس العالم 2022.
- 1432 هـ -
  - افتتاح أعمال المجلس الوطني التأسيسي في تونس المخول بوضع دستور جديد للبلاد، وفي الجلسة الافتتاحية تم انتخاب مصطفى بن جعفر رئيسًا للمجلس.
  - المشير محمد حسين طنطاوي يعلن عن قبول المجلس الأعلى للقوات المسلحة الحاكم لاستقالة حكومة عصام شرف وتكليفها بتسيير الأعمال إلى حين تشكيل حكومة جديدة.
- 1446 هـ - 
  - الرئيس الأمريكي دونالد ترمب يعلن قصف ثلاث منشآت نووية إيرانية في فردو وأصفهان ونطنز باستعمال قنابل من طراز جي بي يو 57 وصواريخ توماهوك.
  - تفجير انتحاري يستهدف كنيسة مار إلياس في حي الدويلعة بدمشق موقعًا 22 قتيلًا وعشرات المصابين.

## مواليد
- 23 هـ -
  - عمر بن أبي ربيعة، شاعر من أكبر شعراء العرب والعربية.
  - عمر بن سعد بن أبي وقاص، قائد عسكري أموي.
- 953 هـ - الشيخ البهائي، مرجع شيعي اثنا عشري.
- 1320 هـ - زكي رستم، ممثل مصري.
- 1351 هـ - إغناطيوس زكا الأول عيواص، بطريرك أنطاكية وسائر المشرق للسريان الأرثوذكس.
- 1385 هـ -
  - يوسف منصور، ممثل ولاعب كونج فو مصري.
  - شمسول مايدن، حكم كرة قدم سنغافوري.
- 1391 هـ - غزلان، إعلامية إماراتية.

## وفيات
- 23 هـ - عمر بن الخطاب، أحد كبار الصحابة ومن العشرة المبشرين بالجنة وثاني الخلفاء الراشدين.
- 206 هـ - الحكم بن هشام، ثالث أمراء الدولة الأموية في الأندلس.
- 1331 هـ - محمد بن عبد الله العيثان، فقيه وكاتب سعودي.
- 1353 هـ - حسن كامل الصباح، مخترع لبناني في مجال الهندسة الكهربائية.
- 1415 هـ - أحمد بن راشد آل الشيخ مبارك، شاعر وصحفي سعودي.
- 1427 هـ -
  - عواد البندر، قاضٍ عراقي.
  - برزان إبراهيم التكريتي، الأخ غير الشقيق لصدام حسين.
- 1437 هـ - شمعون بيريز، رئيس إسرائيل الأسبق.

## وصلات خارجية
- موقع قصة الإسلام: حدث في شهر ذو الحجَّة.